# Parnassius ariadne
Espèce
Parnassius ariadne est une espèce d'insectes lépidoptères de la famille des Papilionidae, de la sous-famille des Parnassiinae et du genre Parnassius.

## Dénomination
Parnassius ariadne a été nommé par Julius Lederer en 1853.

### Sous-espèces
- Parnassius ariadne ariadne
- Parnassius ariadne clarus Bryk & Eisner, 1932
- Parnassius ariadne jiadengyttensis Huang & Murayama[1].

## Description
Parnassius ariadne est un papillon de taille moyenne, au corps velu comme celui de tous les papillons du genre Parnassius aux ailes blanches, veinées de marron, aux ailes antérieures bordées de beige et marquées de marron près du bord costal, aux ailes postérieures marron à la base et long du bord interne et porteuses de deux taches rouge cernées de noir.

## Biologie

### Période de vol et hivernation
Il vole de mai à juillet.
Il hiverne au stade d’œuf ou de chenille juste formée dans le chorion.

### Plantes hôtes
La plante hôte de sa chenille est Corydalis nobilis.

## Écologie et distribution
Parnassius ariadne est présent dans l'Altaï, qui est partagé entre la Russie, la Chine, la Mongolie et le Kazakhstan.

### Biotope
Parnassius ariadne réside dans la forêt claire entre 1 800 m et 2 000 m ou plus haut dans les canyons.

### Protection
Pas de statut de protection particulier.